# Huckleberry Finn
Huckleberry „Huck” Finn este un personaj fictiv creat de scriitorul Mark Twain care a apărut pentru prima dată în cartea Aventurile lui Tom Sawyer (1876) și este protagonistul și naratorul continuării acesteia, Aventurile lui Huckleberry Finn (1884). El are 12 sau 13 ani în timpul prima carte și un an mai mult („13 sau 14 ani ori pe acolo”, capitolul 17) în a doua carte. De asemenea, Huck este naratorul lucrărilor  Tom Sawyer în străinătate și Tom Sawyer, detectiv, două continuări mai scurte a primelor două cărți. 

## Caracterizare
Huckleberry „Huck” Finn este fiul bețivului și al vagabondului orașului, „Pap” Finn. Dormind în pragul ușilor când vremea este bună, în butoaie goale în timpul furtunilor și trăind din ceea ce primește de la ceilalți, Huck trăiește viața unui vagabond. Autorul îl numește metaforic „paria juvenilă a satului” și îl descrie pe Huck drept „inutil și fără lege, vulgar și rău”, calități pentru care era admirat de toți ceilalți copii din sat, deși mamele lor „cordial îl urau și se temeau” de el. 
Huck este un nevinovat arhetipal, capabil să descopere lucrul „corect” de făcut, în ciuda teologiei dominante și a mentalității din sudul acelei epoci. Cel mai bun exemplu în acest sens este decizia lui de a-l ajuta pe Jim să scape de sclavie, chiar dacă crede că va merge în iad pentru acest lucru (vezi părerile creștine despre sclavie). 
Înfățișarea lui este descrisă în Aventurile lui Tom Sawyer. Poartă haine largi pe care le-a primit din caritate și, după cum îl descrie Twain, „se zbătea în zdrențe”. Are o pălărie sfâșiată și ruptă, iar pantalonii sunt ținuți de o singură bretea.   
Mătușa lui Tom, Polly, îl numește pe Huck un „sărac fără mamă”.

## Apariții
1. Aventurile lui Tom Sawyer (1876)
2. Aventurile lui Huckleberry Finn (1884)
3. Tom Sawyer, detectiv (1896)
4. Tom Sawyer în străinătate (1894)
5. "Schoolhouse Hill" - „Dealul școlii” (1898) - neterminat
6. „Huck Finn” (1898) - neterminat
7. Huck Finn and Tom Sawyer among the Indians –  Huck Finn și Tom Sawyer printre indieni - neterminat
8. Tom Sawyer's Conspiracy - Conspirația lui Tom Sawyer - neterminată
9. "Tom Sawyer's Gang Plans a Naval Battle"  - „Banda lui Tom Sawyer planifică o bătălie navală” - neterminată

De la moartea lui Mark Twain, Huck Finn a apărut, de asemenea, într-o serie de romane, piese de teatru, benzi desenate și povești scrise de diverși autori care intenționează să povestească ultimele aventuri ale lui Huck și ale prietenilor săi. 

## Interpretări
Printre actorii care l-au înfățișat pe Huckleberry Finn în filme și TV se numără: 
- Robert Gordon (1917)
- Lewis Sargent (1920)
- Junior Durkin (1930 și 1931)
- Jackie Moran (1938)
- Donald O'Connor (1938)
- Mickey Rooney (1939)
- Gene Holland (1944)
- Eddie Hodges (1960)
- Michael Shea (1968-1969, în serialul TV Noile aventuri ale lui Huckleberry Finn )
- Roman Madyanov (1973, în Hopelessly Lost )
- Jeff East (1973 și 1974)
- Ron Howard (1975)
- Steve Stark (1979)
- Ian Tracey (1979-1980, în serialul de televiziune Huckleberry Finn și prietenii săi )
- Gary Krug (1985, în Aventurile lui Mark Twain )
- Mitchell Anderson (1990, în Înapoi la Hannibal: Întoarcerea lui Tom Sawyer și Huckleberry Finn )
- Elijah Wood (1993)
- Brad Renfro (1995)
- Mark Wills (2000, voce)
- Leon Seidel (2011, într-o versiune germană a Aventurilor lui Tom Sawyer ; 2012, într-o versiune germană a Aventurilor lui Huckleberry Finn )
- Jake T. Austin (2013)
- Kyle Gallner (2015)